# Thelypteris imbricata
Thelypteris imbricata är en kärrbräkenväxtart som först beskrevs av Frederik Michael Liebmann, och fick sitt nu gällande namn av Clyde Franklin Reed. Thelypteris imbricata ingår i släktet Thelypteris och familjen Thelypteridaceae. Inga underarter finns listade.